# Аналипсис (Ласитион)
Ана́липсис (греч. Ανάληψις) — деревня в Греции на побережье Ливийского моря на острове Крите. Входит в общину (дим) Иерапетра в периферийной единице Ласитион в периферии Крит. Население 584 жителя по переписи 2011 года.

## История
Посёлок возник в XVIII веке и, с расширением строительства в конце XX века частных коттеджей и коммерческих гостиниц, практически сросся с близлежащим посёлком Макриялос.
В XIX веке в посёлке была построена небольшая православная церковь в честь Вознесения Господня, богослужения в которой в настоящее время осуществляются периодически священником, постоянно проживающим в Макриялосе.

## Экономика
Сеть спа-отелей европейского уровня (самый крупный — Sunwing), построенные в Аналипсисе в 2000-е годы, ставит его в ряд крупных туристических центров южной части Крита, специализирующихся в частности на отдыхе родителей с детьми и привлекая в период с мая по октябрь посетителей из стран Скандинавии и Германии своими благоустроенными пляжами, мелководным морем и умеренно жарким климатом.
Экономика посёлка базируется на обслуживании иностранных туристов, а также производстве сельскохозяйственной продукции одним из основных компонентов которой является выращивание оливок и производство из них оливкового масла. Широко развито также частное парниковое хозяйство, производящее томаты, огурцы, лук и ряд других овощей.

## Общинное сообщество Пефки
В общинное сообщество Пефки входят 4 населённых пункта. Население 763 жителя по переписи 2011 года. Площадь 17,141 квадратных километров.
| Населённый пункт | Население (2011), человек |
| ---------------- | ------------------------- |
| Аналипсис        | 584                       |
| Аспрос-Потамос   | 35                        |
| Пефки            | 85                        |
| Пилалимата       | 59                        |

## Население
| Год  | Население, человек |
| ---- | ------------------ |
| 1991 | 353                |
| 2001 | 508                |
| 2011 | ↗ 584              |

## Достопримечательности
В 12 км к востоку от посёлка расположен особо почитаемый местными жителями мужской монастырь Капса, основанный в XV веке и возрождённый в XVIII веке греческим подвижником Иоанном Визенцосом, жившим в горной пещере чуть выше обители.
В летнее время, при достаточном количестве туристов, из гавани Макриялоса организуются туры на необитаемый остров Куфонисион.
Выше Аналипсиса по склону горы расположены посёлки: Пефки (Πεύκοι), Ставрохорион (Σταυροχώριον) и Айос-Стефанос.